# 태백라온학교
태백라온학교는 강원특별자치도 태백시 금천동에 있는 공립 특수학교이다. 지적장애 및 지체부자유학생을 위한 특수교육기관으로 유치부, 초등부, 중학부, 고등부, 전공과를 두고 있다.

## 연혁
- 2004년 3월 1일 : 사립 태백미래학교로 개교
- 2019년 3월 1일 : 공립학교로 전환
- 2021년 3월 1일 : 태백라온학교로 교명 변경

## 사건 및 사고
- 한 교사가 2014년부터 지적장애 여학생들을 주로 학교에서 수년간 성폭행했다는 의혹이 제기되었다.[1] 이후 조사 과정에서 성폭행 의혹이 사실로 밝혀졌고, 해당 교사는 사법처리되었다.[2] 이러한 논란이 커지자 급기야는 교장이 투신 자살하는 일까지 벌어졌으며, 여러 논의 끝에 사립 학교에서 공립 학교로 전환하였다.[3]